# 尼爾格谷
28°24′S 42°00′W / 28.4°S 42°W

橫跨火星兩個區的尼爾格谷（Nirgal Vallis

尼爾格谷（Nirgal Vallis）是一個位於火星科普來特斯區和鳳凰湖區的古河道，中心座標28.4°S, 42°W，長496公里，以阿卡德語的火星命名。  

## 概要
尼爾格谷的西半部是樹枝狀水系系統，但東半部則是細而蜿蜒且侵蝕甚深的河谷。尼爾格谷終端和烏斯缽谷相接。該河谷支流相當短且源頭相當類似於地球上的冰斗。

## 地下水侵蝕
尼爾格谷是火星上最長的峽谷系統之一。而該河谷流域相當廣大，跨越了火星兩個區域。科學家尚未確定這個古代的河谷是如何形成的。有證據顯示除了雨或雪，水的來源可能是地下水，可能是地下水淘蝕形成。在這狀況下地下水離開地下到達地表。淘蝕狀況在美國西南部沙漠區域是常見的。這狀況會形成凹穴和短支流。這狀況可在2001火星奧德賽號的熱輻射成像系統所攝以下影像見到。

## 圖集

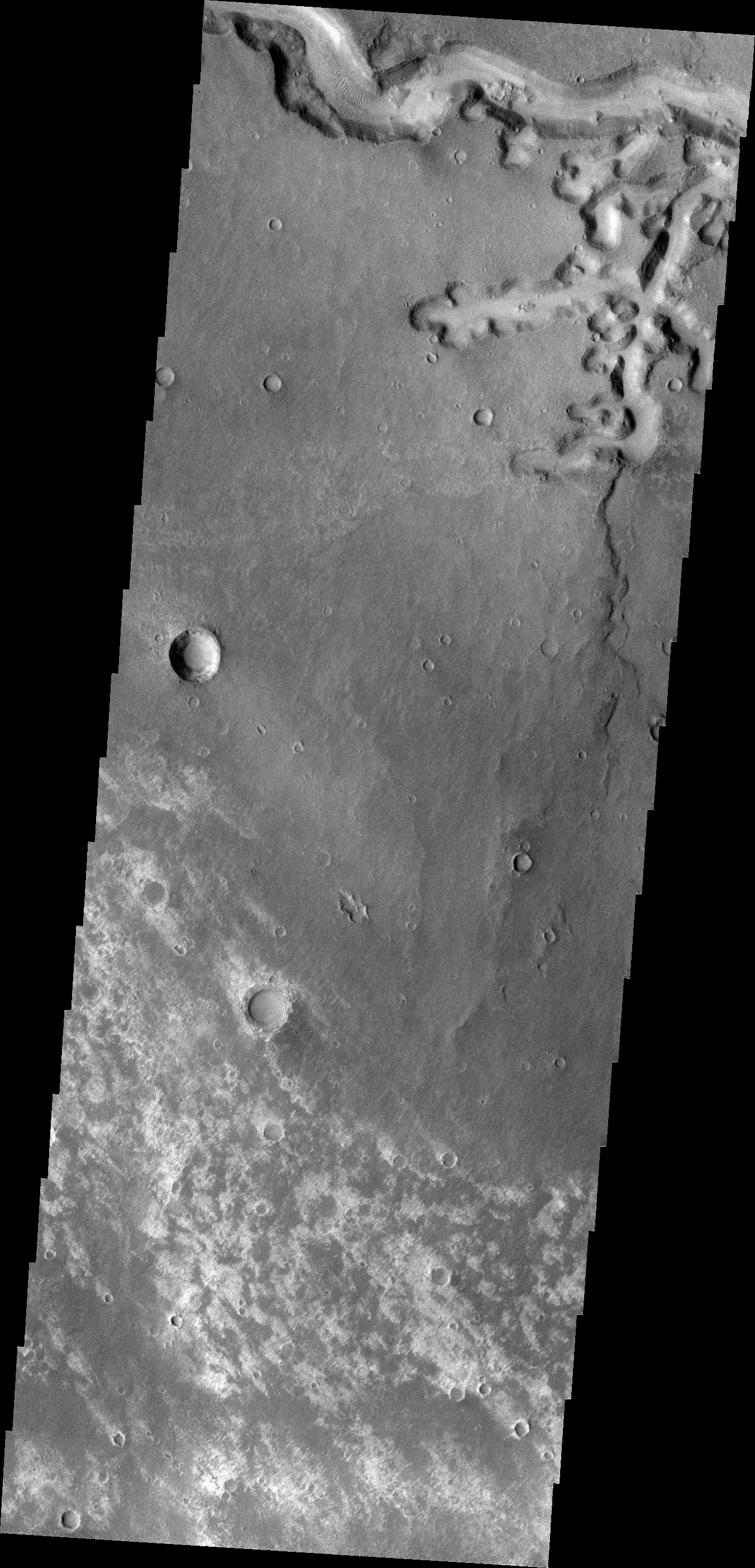
熱輻射成像系統拍攝的尼爾格谷
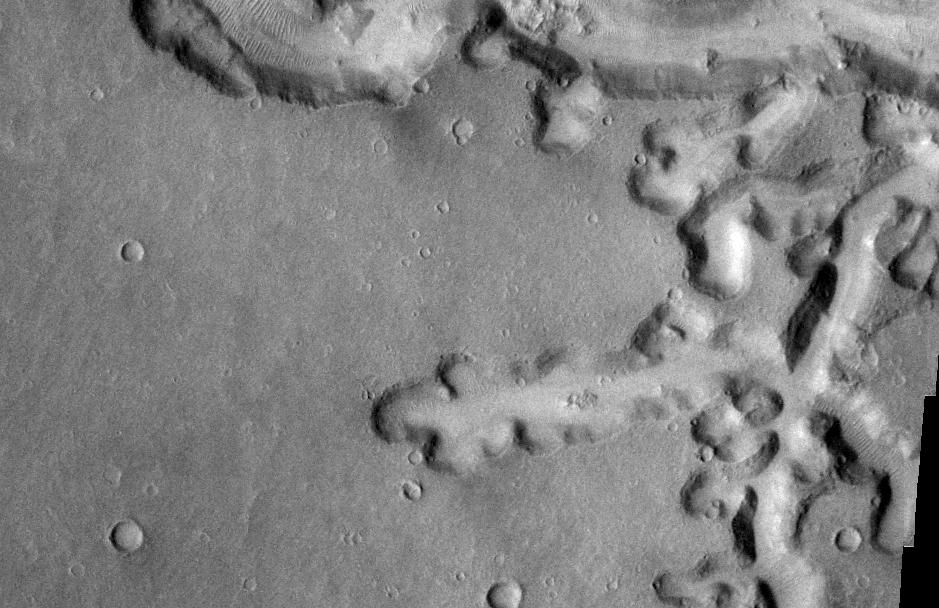
熱輻射成像系統拍攝的尼爾格谷近距離影像